# Helicobasidium compactum
Helicobasidium compactum är en svampart som beskrevs av Boedijn 1930. Helicobasidium compactum ingår i släktet Helicobasidium och familjen Helicobasidiaceae.   Inga underarter finns listade i Catalogue of Life.